# Zdarza się
Zdarza się – album zespołu Profanacja wydany w 1990 roku na kasecie. Tytuł albumu zaczerpnięty został z powieści Kurta Vonneguta Rzeźnia numer pięć. W 2006 wydawnictwo Pasażer wydało reedycję albumu na CD.

## Skład
- Arkadiusz Bąk – śpiew, teksty
- Maciej Jan Kucharski – gitara basowa
- Mirosław Paweł Bednorz – perkusja
- Sławomir Stec – gitara

## Lista Utworów
1. Intro
2. Schemat
3. Płynę (Sailin' On - Bad Brains cover)
4. Musisz być wolny
5. Więcej piwa, więcej seksu i przemocy
6. Kto tu rozdaje "Oscary"
7. Wyrzygaj to!
8. Ewolucja
9. Na dziesięć lat przed końcem świata
10. Mów mi, mów
11. Dobre czasy dla kameleonów
12. Mózg
13. Czego nie powiedzą słowa
14. Nie ma Paryża
15. Chaos
16. Idę spać

### Reedycja
Zawiera te same utwory co wydanie pierwotne a ponadto:

#### Utwory bonusowe
1. Rokowania (wiosna 1989, piwnica osiedlowego klubu Bolko w Wodzisławiu Śląskim)
2. Wystraszone mózgi (wiosna 1989, piwnica osiedlowego klubu Bolko w Wodzisławiu Śląskim)
3. Chile (wiosna 1989, piwnica osiedlowego klubu Bolko w Wodzisławiu Śląskim)
4. Wiwat! (maj 1989, koncert na auli Katolickiego Uniwersytetu Lubelskiego)
5. Lęk (maj 1989, koncert na auli Katolickiego Uniwersytetu Lubelskiego)
6. Żyjemy w ogniu rewolucji (maj 1989, koncert na auli Katolickiego Uniwersytetu Lubelskiego)
7. Moje dni (z Na dziesięć lat przed końcem świata)

#### Bonusymp3
1. Pokolenie (1989, Gitariada, Wodzisław Śląski)
2. Celuj i pal (lato, 1988, Muzyczny Salon Odrzuconych, Biertułtowy)
3. A może jednak (lato, 1988, Muzyczny Salon Odrzuconych, Biertułtowy)
4. Telewizor (lato, 1988, Muzyczny Salon Odrzuconych, Biertułtowy)
5. Kultura masowa (lato, 1988, Muzyczny Salon Odrzuconych, Biertułtowy)
6. Aby żyć, muszę być (lato, 1988, Muzyczny Salon Odrzuconych, Biertułtowy)
7. Pielgrzym (czerwiec, 1993, Dzierżoniów)
8. Społeczeństwo konsumpcyjne (1990, 1991)